# Ланцівська сільська рада
| Ланцівська сільська рада — колишній орган місцевого самоврядування у Більмацькому районі Запорізької області з адміністративним центром у с. Ланцеве. Водоймища на території, підпорядкованій даній раді: р. Берда. Сільській раді підпорядковані населені пункти: - с. Ланцеве |

## Склад ради
Рада складалася з 12 депутатів та голови.

### Керівний склад ради
| ПІБ                          | Основні відомості                                                 | Дата обрання | Дата звільнення |
| ---------------------------- | ----------------------------------------------------------------- | ------------ | --------------- |
| Кошкін Павло Іванович        | Сільський голова, 1949 року народження, освіта, безпартійний      | 26.03.2006   | 31.10.2010      |
| Смоляна Світлана Анатоліївна | Сільський голова, 1970 року народження, освіта вища, позапартійна | 31.10.2010   |                 |

Примітка: таблиця складена за даними джерела